# Giorgio Antoniotti
Giorgio Antoniotti (* um 1692 in Mailand; † 1776 ebenda) war ein italienischer Komponist und Cellist.

## Leben
Giorgio Antoniotti, aus einer in Mailand lebenden Genueser Adelsfamilie stammend, floh als Sympathisant der Spanier im Spanischen Erbfolgekrieg nach Genua und trat für längere Zeit in das spanische Heer ein. Danach bereiste er zahlreiche Adelshöfe in Europa und besuchte Städte wie Wien, Paris, Madrid oder Lissabon. Laut François-Joseph Fétis soll er einige Jahre in den Niederlanden (Holland) gelebt haben. Später verbrachte er mehr als 20 Jahre seines Lebens in London. 1761 wurde dort sein Werk „l'Arte armonica“ herausgegeben. Nach Mailand kehrte er 1770 zurück. Dort befasste er sich mit der Fragestellung, ob man alle Töne der Tonleiter zugleich spielen könne, ohne dass sich dies unangenehm anhöre. Dieses Problem wurde von Padre Giovanni Sacchi geprüft und als gültig anerkannt. Antoniotti starb in Mailand 1776.

## Werke
- Sonata a violoncello e basso (unveröffentlichtes Manuskript in der Durham Cathedral, MS E. 24(v), iv.6)
- Concerto por Violoncello Parte Principale con 4° Violini e due Alto Viole, Basso Continuo e Fondamento per Cimbalo, e Contra Basso, Durham Cathedral MS E.27.
- XII Sonate, le Prima Cinque a Violoncello e Basso, e le Altre Sette a due Violoncelli Overo due Viole di Gamba (Amsterdam, Michel-Charles Le Cène, im Katalog von 1737 angeführt)